# Elecciones generales de Alemania Oriental de 1971
Las Elecciones generales de Alemania Oriental de 1971 se celebraron el 14 de noviembre de 1971. Fueron elegidos un total de 434 diputados a la Volkskammer, siendo todos ellos candidatos de la lista única del Frente Nacional. Se presentaron 584 candidatos del Frente, siendo elegidos 434 de ellos. El reparto de escaños se mantuvo sin cambios con respecto a las elecciones anteriores.
De 11 401 090 electores inscritos, 11 227 535 (98,5%) votaron, con 11 207 388 (99,5%) votos emitidos para los candidatos del Frente. 3196 papeletas fueron invalidadas.

## Resultados
| Partido/Grupo                             | Acrónimo | Escaños |
| ----------------------------------------- | -------- | ------- |
| Partido Socialista Unificado de Alemania  | SED      | 110     |
| Federación Alemana de Sindicatos Libres   | FDGB     | 60      |
| Unión Demócrata Cristiana                 | CDU      | 45      |
| Partido Liberal Democrático de Alemania   | LDPD     | 45      |
| Partido Democrático Campesino de Alemania | DBD      | 45      |
| Partido Nacional Democrático de Alemania  | NDPD     | 45      |
| Juventud Libre Alemana                    | FDJ      | 35      |
| Liga de Mujeres Demócratas                | DFD      | 30      |
| Kulturbund                                | KB       | 19      |